# Strzelanina w motelu George
Strzelanina w motelu George – wydarzenie, do którego doszło 6 lipca 1990 w motelu „George”, przy tak zwanej gierkówce, koło Nadarzyna. Przestępcy z gangu pruszkowskiego wpadli w policyjną zasadzkę, w wyniku której doszło do strzelaniny. Wydarzenie w motelu zostało uznane za pierwszą akcję policji przeciwko zorganizowanej grupie przestępczej w Polsce.

## Tło
Dawny wspólnik gangu pruszkowskiego, mieszkający w Niemczech Zachodnich, przyjechał do Polski z wizytą. Ów dawny wspólnik miał wobec „pruszkowskich” niespłacony dług, więc ci ukradli mu mercedesa i obiecali, że go zwrócą, jeżeli on odda im 15 tysięcy marek. Policja dowiedziała się o tym i przekonała Mirka (właściciela mercedesa) do współpracy.

## Strzelanina
Miejsce wymiany mercedesa na pieniądze wyznaczono w motelu „George”. Właścicielowi samochodu towarzyszył uzbrojony policjant w cywilu, udający jego ochroniarza. Cały teren wokół motelu obstawili antyterroryści, którzy mieli do swojej dyspozycji śmigłowiec. Gangsterzy zorientowali się, że to pułapka. Według wersji policjantów to przestępcy jako pierwsi zaatakowali policjanta w cywilu, udającego ochroniarza, uderzając go nunczakiem w głowę. Policjant, będąc rannym, wyciągnął pistolet i zaczął strzelać, śmiertelnie trafiając Andrzeja Ciężczyka „Szaraka” i postrzeliwując w udo Janusza Prasola „Parasola”. Podczas procesu przed sądem ujawniono, że cios nunczakiem zadano policjantowi z tyłu, a za nim stał tylko właściciel auta, Mirek. Prawdopodobnie do uderzenia doszło już po tym, jak policjant wyciągnął pistolet. Przy „pruszkowskich” broni palnej nie znaleziono. „Szarak” dostał postrzał w plecy, co oznaczało, że uciekał, a nie atakował. Wszystkie te wątpliwości, a dodatkowo posłużenie się przez policjantów prowokacją, której ówczesne prawo nie dopuszczało, sprawiły, że cała piątka oskarżonych, która była w motelu (Wojciech Budziszewski „Budzik”, Czesław Borowski „Dziki”, Kazimierz Klimas „Kazik”, Ryszard Pawlik „Krzyś” i Janusz Prasol „Parasol”) została uniewinniona. "Parasol" po latach, podczas rozmowy z dziennikarzami w trakcie odbywania wyroku w Zakładzie Karnym w Wołowie, powiedział: 

Tak myślę, że może ten George też miał jakiś wpływ na to, że ja się znalazłem akurat w tej sprawie. George to była normalna prowokacja policyjna, nieudolna, nieudana. Bez zgłoszenia o jakimkolwiek przestępstwie. Sami sobie po prostu wyreżyserowali wszystko: wjechali, pobili, skopali, dwie nogi mi przestrzelili policjanci, obrabowali z biżuterii, ze wszystkiego. Szaraka, tego Andrzeja, zabili strzałem w plecy. [...] Sąd nas uniewinnił. Mieliśmy w tym czasie jeden z najgorszych składów sędziowskich (składowi przewodniczyła sędzia Barbara Piwnik). Ja tylko jestem zadowolony z tego uniewinnienia, bo wiem, że gdyby choć cień padł, że byliśmy winni, to byśmy dostali tam bardzo duże wyroki. Ja wiem o tym, bo ten skład w tamtym czasie wymierzał największe wyroki.